# Bò Illawara

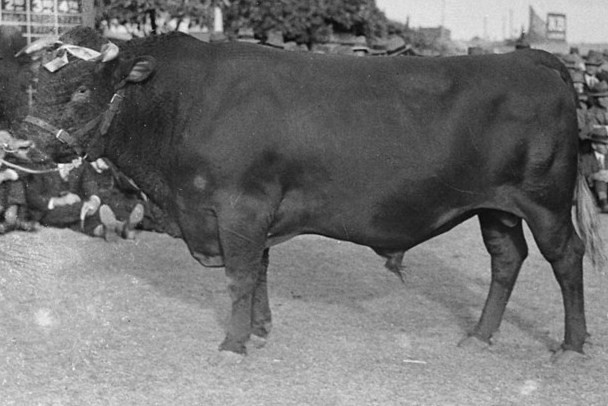
Một con bò Illawarra đoạt giải.

Bò Illawarra được những người chăn nuôi bò sữa của Úc lai tạo ra đầu tiên, với mục đích cải thiện đàn của họ bằng cách đưa các giống bò cao cấp từ một số giống bò sữa, đặc biệt là giống Ayrshire, Devon và Milking Shorthorn và cho chúng lai tạo với nhau. Tên Illawarra bò được viết tắt từ Úc Illawarra Shorthorn (AIS) trước đó, và đặt theo tên Illawarra, New South Wales, nơi họ phát triển từ đàn Shorthorn nhập khẩu ban đầu và các giống khác.

## Thông tin
Bò Illawarras có sừng, là loại gia súc to khỏe, khung xương vững chắc, có một màu chủ yếu là màu đỏ, ngoài ra có một số con có màu da trắng hoặc trộn lẫn (kết hợp của màu đỏ và trắng).

## Sản phẩm
Illawarras sản xuất một lượng lớn chất béo bơ và sữa protein. Trong một thử nghiệm chính thức vào năm 1998, những con bò Illawarra đạt trung bình 4.829 lít sữa, với hơn 4% chất béo bơ và 3.4% protein, theo hệ thống gia súc đồng cỏ của Úc. Theo báo cáo cải thiện đàn bò sữa năm 2010 của Úc, sản lượng trung bình của một con bò Illawarra là 6733 lít với tỷ lệ phần trăm butterfat là 3,95% và tỷ lệ protein là 3,29%.

## Tính cách
Illawarras là những con bò rất ngoan ngoãn được ghi nhận với tuổi thọ cao. Chúng là những gia súc tốt cho các chương trình ăn khác nhau và rất dễ dàng để làm việc để vắt sữa.

## Khả năng thích ứng
Illawarras có thể chịu thời tiết vượt quá 40 độ C và dưới 0 độ C. Chúng tận dụng tối đa nguồn cấp thức ăn và không cần nhiều thức ăn bổ sung. Khả năng thích ứng trong nhiều điều kiện đa dạng đã góp phần vào sự phát triển của giống bò này.